# 津雲田
津雲田（つくもだ）は、新潟県新潟市西蒲区の大字。郵便番号は953-0123。

## 概要
1889年（明治22年）から現在の大字。西川右岸に位置する。
もとは江戸時代から1889年（明治22年）まであった津雲田村の区域の一部で、地名は、開発前に「つくも」が生い茂る低湿地だったことに由来する。

### 隣接する町字
北から東回り順に、以下の町字と隣接する。
- 桜林
- 富岡
- 燕市鴻巣
- 燕市本町
- 原
- 和納

## 歴史
1652年（承応元年）に原村の長左衛門と伊兵衛が上和納谷内の開発に着手。開発初年は和納新田と称した。1677年（延宝5年）に割地制が施行され、1694年（元禄7年）に検地が行われた。

### 年表
- 1889年（明治22年）4月1日 : 合併により和納村の大字となる。
- 1960年（昭和35年）1月20日 : 合併により岩室村の大字となる。
- 2005年（平成17年）3月21日 : 合併により新潟市の大字となる。
- 2007年（平成19年）4月1日 : 新潟市の政令指定都市移行により、西蒲区の大字となる。

## 世帯数と人口
2018年（平成30年）1月31日現在の世帯数と人口は以下の通りである。
| 大字   | 世帯数 | 人口 |
| ------ | ------ | ---- |
| 津雲田 | 28世帯 | 80人 |

## 小・中学校の学区
市立小・中学校に通う場合、学区は以下の通りとなる。
| 番地 | 小学校             | 中学校             |
| ---- | ------------------ | ------------------ |
| 全域 | 新潟市立和納小学校 | 新潟市立岩室中学校 |

## 交通

### 道路
- 国道116号